# ليونيل ولز
ليونيل ولز (3 فبراير 1870 في المملكة المتحدة - 26 أبريل 1928) (بالإنجليزية: Lionel Wells)‏ هو لاعب كريكت بريطاني.